# 保護色

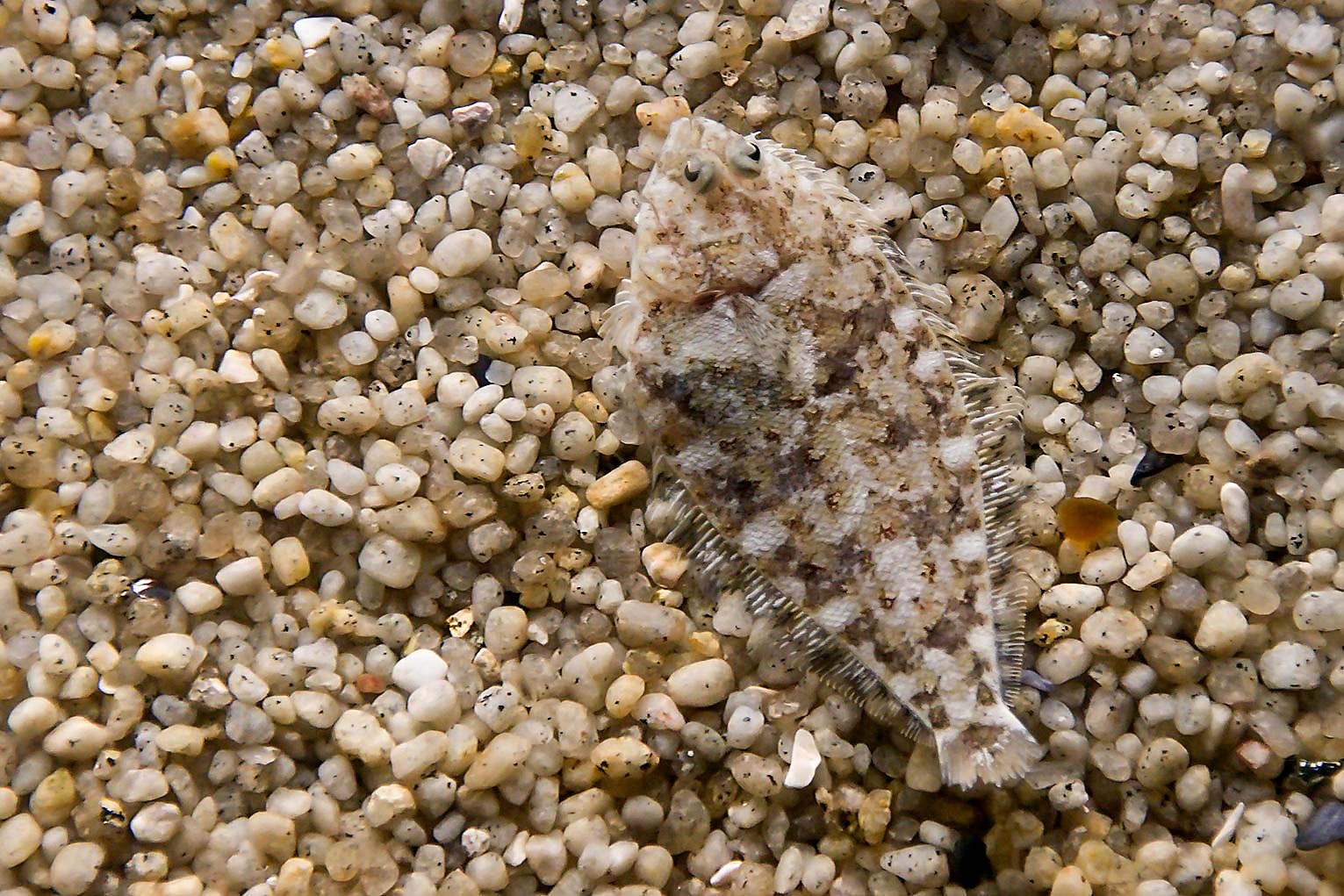
海底の砂利の上を泳ぐヒラメ。

保護色（ほごしょく）とは、体色及び模様に見られる適応である。生物が体の色によって、背景と見分けがつきにくくなっている場合に、その体色のことを言う。

## 基本的説明
野外で生物を見つけようとした場合、簡単に見つかる生物もいるが、なかなか見つからない生物もいる。見つからないのは、隠れている場合もあるが、そこにいるのに目立たない様子であるから、という場合もある。この目立たない姿が、その生物の色や模様によって達成されている場合、これを保護色と言い、姿形や行動によって行われる場合を擬態と言う。両者を兼ね備えている場合も当然ながらある。動物に多くの例がある。

## 保護色の型

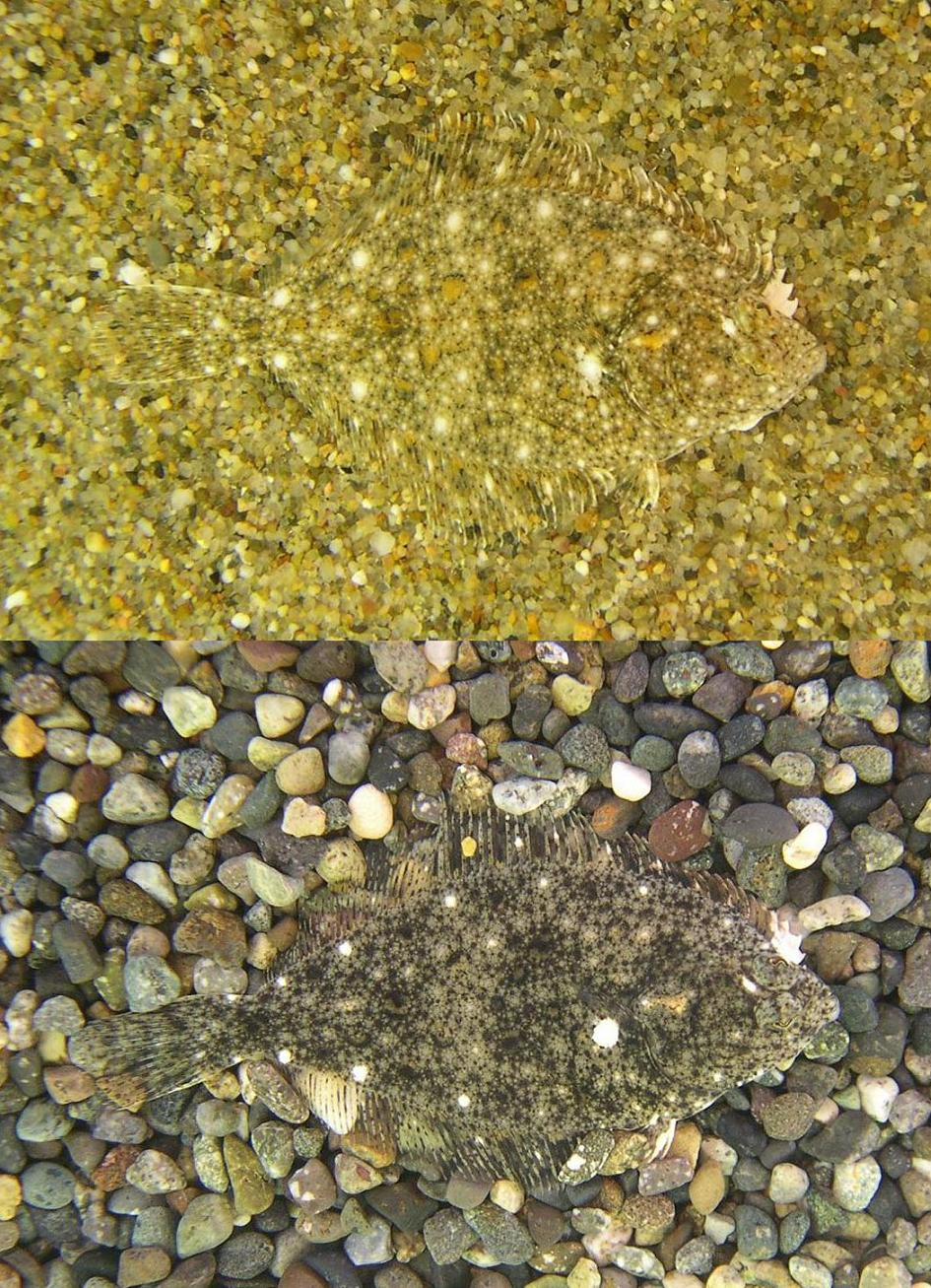
イシガレイの保護色：背景に合わせて色を変える。

姿を目立たなくさせる体色や模様には、さまざまなやり方がある。
まず、立体感を打ち消すような色合いを出すやり方がある。これは多くの動物に見られるやり方である。動物が立体的な形をしているからには、光の当たり方、影のつき方によって背景から浮かび上がって見える。そこで、それを打ち消すような体色をしていれば、形の把握が難しくなる。
具体的には、背中側が濃く、腹側が薄い色をしているのがこれである。地球上では光はほとんど上から当たるので、腹面が影になる。そこで、背中から腹にかけて濃淡のグラデーションになっていれば、この効果を打ち消すことができる。魚や鳥のように、下から眺められる可能性がある場合も、下から見れば背景の空は明るいわけで、腹面が白いのは背景に溶け込む効果がある。
なお、ヤママユガなどの大型のイモムシで、細い枝にさかさまにぶら下がるものでは、逆に腹面が濃い緑、背面が薄い緑と、普通とは逆にグラデーションがついており、普段の生活の姿勢に合ったものとなっている。熱帯魚のシノドンティス（サカサナマズ）も、腹面を上に泳ぐ姿勢が有名であるが、やはり腹面が濃い褐色になっている。
次に、背景と同じ色や模様を出すやり方がある。例えば砂浜に生活するカニが白っぽく、かすかに濃淡のあるまだらで、砂粒のような模様であるような場合である。それに立体感を打ち消す濃淡があれば、ほぼ完全である。
また、極地に暮らす北極グマや北極ギツネが白い体毛をしているのも、保護色である。白変種が誕生する理由も、氷河期に獲得した保護色の遺伝子が、現在も受け継がれているためと考えられている。
このような方法が成立するには、その生物が暮らす場所の背景が、いつも同じである方がよい。砂地や干潟のカニなどは、その点ではうまくゆく部類である。
また、生物そのものの色ではなく、泥などを体にまぶせることで同様の効果を得ることもできる。
さらに、大柄で派手な模様をもつやり方がある。派手な模様によって保護色を実現できる場合がある。これは、背景がはっきりした濃淡を持つ場所、たとえば木が並んだ間であるとか、大柄な草がはえた草原などで背景に溶け込めることと、大柄な模様によって、動物の体が分断されて見え、全体の輪郭が不明になるためと言われている。

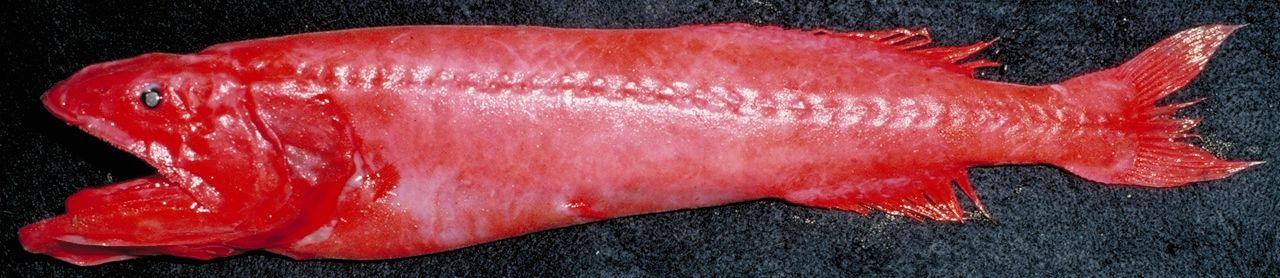
クジラウオ科の一種。鮮やかな紅色の体色は深海では保護色として機能する。

海中では太陽光のうち特に波長の長い赤成分が多く減衰し、深海では赤い色はほとんど発色しない。このため深海魚のクジラウオ科などの一見派手な赤い体色が保護色として機能している。

## さまざまな例
色々な背景で保護色を実現するために、体色を変化させることができるものがある。有名なのはカメレオンやヒラメ、タコ、イカなどである。特にタコ、イカは体型や体の表面の凹凸まで変化させる。それほどでなくとも、体色を明るくしたり、暗くしたりする程度の変化ならば、することのできるものは数多い。ただし、これらの変化は必ずしも周囲の色によってのみ決まるものではなく、気温や動物の体調などによっても変化するものが多い。
冬に雪が多いところでは、夏と冬で体色を変え、冬に真っ白の姿になるものがある。日本ではエチゴウサギやオコジョ、ライチョウなどがその例である。
植物が保護色を示す例は少ないが、多肉植物には例がある。特にマツバギク科のリトープスは、二枚の葉が円錐形になり、その大部分が地中に埋もれ、円錐の底面に当たる上面だけを地表に出す。この葉の上面は、薄い褐色で、まだら模様があり、石ころにしか見えない。
保護色が実際に役に立つかどうかは、なかなか難しい問題であるが、これを確かめる実験のような事件が実在する。イギリスにおけるオオシモフリエダシャクは、本来白っぽい斑であり、苔の生えた樹皮の上での保護色になるが、工業化が進み、大気汚染によって樹皮上の苔が減少した時、黒色型が増加した。このことは工業暗化として有名である。